# اباتی، رنل ایسلند
اباتی، رنل ایسلند (به لاتین: Abatai, Rennell Island) در جزایر سلیمان با جمعیت ۸۰ نفر است که در استان رنال و بلونا واقع شده‌است.